# Sivatagi leguán
A sivatagi leguán (Dipsosaurus dorsalis) a hüllők (Reptilia) osztályának a pikkelyes hüllők (Squamata) rendjéhez, ezen belül a gyíkok (Sauria vagy Lacertilia) alrendjéhez, a leguánalakúak (Iguania) alrendágához és a leguánfélék (Iguanidae) családjához tartozó faj.

## Elterjedése
Az Amerikai Egyesült Államok délnyugati és Mexikó északnyugati területein honos. Megtalálható a Sonora-sivatagban és a Mojave-sivatagban.

## Megjelenése
Színe halványszürke. Testhossza a farokkal együtt 41 cm.

## Életmódja
Tápláléka rügyek, gyümölcsök és levelek. Rovarokat és ürüléket is fogyaszt.

## Szaporodása
3-8 tojást rak. A tojások szeptemberre kelnek ki.

## Fordítás
- Ez a szócikk részben vagy egészben  a   Desert iguana című angol Wikipédia-szócikk fordításán alapul.  Az eredeti cikk szerkesztőit annak laptörténete sorolja fel. Ez a jelzés csupán a megfogalmazás eredetét és a szerzői jogokat jelzi, nem szolgál a cikkben szereplő információk forrásmegjelöléseként.